# 바비테시

시 문장

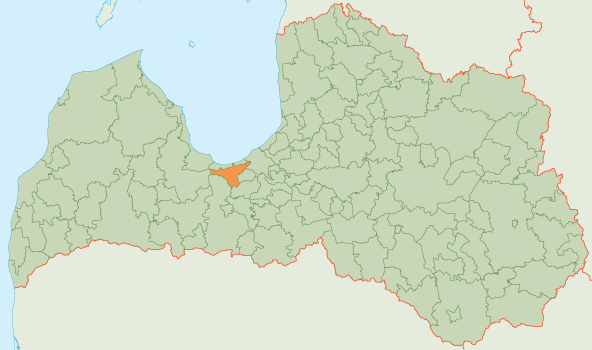
바비테 시의 위치

바비테시(라트비아어: Babītes novads)는 라트비아의 지방 자치체로 행정 중심지는 핀치이며 면적은 241.7km2, 인구는 8,865명(2009년 기준), 인구 밀도는 37명/km2이다. 2개 교구를 관할한다.